# Ammophila heteroclypeola
Ammophila heteroclypeola är en biart som beskrevs av Li och Xue 1998. Ammophila heteroclypeola ingår i släktet Ammophila och familjen grävsteklar. Inga underarter finns listade i Catalogue of Life.